# Piz Alv (Pontresina)
Piz Alv är en bergstopp i Schweiz.   Den ligger i regionen Maloja och kantonen Graubünden, i den östra delen av landet, 200 km öster om huvudstaden Bern. Toppen på Piz Alv är 2 975 meter över havet, eller 250 meter över den omgivande terrängen. Bredden vid basen är 1,3 km.
Terrängen runt Piz Alv är bergig åt sydväst, men åt nordost är den kuperad. Närmaste större samhälle är St. Moritz, 13,4 km väster om Piz Alv. 
Trakten runt Piz Alv består i huvudsak av gräsmarker. Runt Piz Alv är det glesbefolkat, med 18 invånare per kvadratkilometer.